# Po hlavě do prdele
Po hlavě do prdele (stylizováno Po hlavě… do prdele) je české filmové komediální drama z roku 2006 režiséra Marcela Bystroně. 

## Děj
Film líčí život obyčejné rodiny Vohnoutů. Čtrnáctiletého Tomáše, jeho matku, kazatelku křesťanského sboru, a notoricky zbabělého a nenápadného otce pana Vohnouta. Zbabělý muž bez snů je ale pouze jeho role. Ve skutečnosti je špičkový zabiják. Celý snímek je vyprávěn ve třech příbězích, které se odehrávají ve stejnou dobu a končí u Štědrovečerní večeře.

## Obsazení
- Petr Jákl jako pan Hrana
- Ondřej Vetchý jako pan Kontakt
- Nela Boudová jako paní Vohnoutová
- Veronika Žilková jako Matka Madony
- Beata Greneche-Král'ová jako sestra křesťanka
- Dana Černá jako Magdaléna
- Jitka Ježková jako Valérie
- Jiří Mádl jako bratr Madony
- Tomáš Turek jako kritik
- George Green jako šéf bodyguardů
- Robin Doležal jako bodyguard
- Petr Vojnar jako pan Systém
- Jiří Vohnout jako pan Vohnout
- Petr Ratimec jako Tomáš Vohnout

## Lokace
Natáčení filmu probíhalo na různých místech Prahy.